# Bessemer, Alabama
Bessemer là một thành phố thuộc quận Jefferson, tiểu bang Alabama, Hoa Kỳ. Dân số năm 2009 là 28772 người, mật độ đạt 279 người/km².